# Lachenalia marginata
Lachenalia marginata är en sparrisväxtart som beskrevs av Winsome Fanny 'Buddy' Barker. Lachenalia marginata ingår i släktet Lachenalia och familjen sparrisväxter.

## Underarter
Arten delas in i följande underarter:
- L. m. marginata
- L. m. neglecta